# テーニ県
テーニ県（தேனி மாவட்டம் ; Theni District）は、インド南部のタミル・ナードゥ州に属する30の県の一つ。県庁所在地はテーニ。

## 概要
2001年の国勢調査では、面積2869平方キロメートル、人口109万3950人、人口密度は381人/km2。
北はティンドゥッカル県、東はマドゥライ県、南東はヴィルドゥナガル県に接し、西側と南側はケーララ州である。
主な都市には以下のようなものがある。
| - テーニ - ボーディナーヤッカヌール - アーンディッパッティ | - ペリヤクラム - カンバム - クーダルール |

## 歴史
1997年1月1日に、マドゥライ県から分離して誕生。

## 政治
テーニ県は、元州首相であるJ・ジャヤラリターの本拠地であるアーンディッパッティを擁することもあり、全体的にAIADMKの勢力が強い。2001年の統一地方選挙では、AIADMKが圧勝した。DMKの勢力がタミル・ナードゥ州全体で強まっていた2006年の統一地方選挙でも、ボーディナーヤッカヌールとクーダルールではDMKが勝利したが、他の議席はAIADMKとMDMKが占めている。

## 行政区分

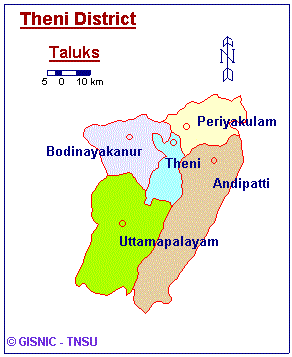

### 郡
テーニ県は、以下の5つの郡（タミル語 வட்டம் 「円」 ; 英訳 taluk）に区分けされている。
- ペリヤクラム郡（பெரியகுளம் ; Periyakulam）
- ボーディナーヤッカヌール郡（போடிநாயக்கனூர் ; Bodinayakanur）
- アーンディッパッティ郡（ஆண்டிப்பட்டி ; Andipatti）
- テーニ郡（தேனி ; Theni）
- ウッタマパーライヤム郡（உத்தமபாளையம் ; Uthamapalayam）

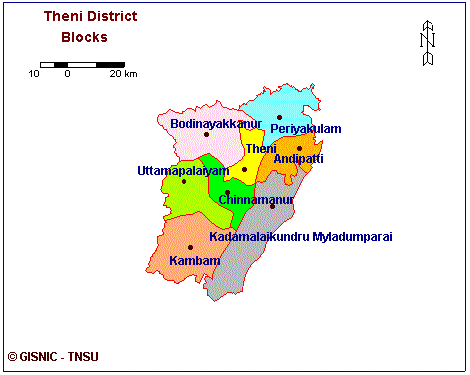

### 区
テーニ県は、以下の8つの区（英訳 block）に区分けされている。
- ペリヤクラム区（பெரியகுளம் ; Periyakulam）
- ボーディナーヤッカヌール区（போடிநாயக்கனூர் ; Bodinayakanur）
- アーンディッパッティ区（ஆண்டிப்பட்டி ; Andipatti）
- テーニ区（தேனி ; Theni）
- カダマライックンドゥ・マイラードゥムパーライ区（கடமலைக்குன்று மயிலாடும்பாறை ; K Mayiladumparai）？
- チンナマヌール区（சின்னமனூர் ; Chinanmannur）
- ウッタマパーライヤム区（உத்தமபாளையம் ; Uthamapalayam）
- カンバム区（கம்பம் ; Cumbum）

### 市
テーニ県には、以下の6つの市（Municipality）がある。
- ボーディナーヤッカヌール市（போடிநாயக்கனூர் ; Bodinayakkanur）
- チンナマヌール市（சின்னமனூர் ; Chinnamanur）
- クーダルール市（கூடலூர் ; Gudalur）
- カンバム市（கம்பம் ; Kambam）
- ペリヤクラム市（பெரியகுளம் ; Periyakulam）
- テーニ・アッリナガラム市（தேனி அல்லிநகரம் ; Theni Allinagaram）